# España en la Copa Mundial de Fútbol
La selección de fútbol de España ha participado en 20 de los 22 Campeonatos del Mundo disputados entre 1930 y 2022, clasificándose para la fase final de la Copa del Mundo en 16 ocasiones.

## Resumen de participaciones
| Competición                | Resultado                | Posición        | PJ              | PG              | PE              | PP              | GF              | GC              |
| -------------------------- | ------------------------ | --------------- | --------------- | --------------- | --------------- | --------------- | --------------- | --------------- |
| Uruguay 1930               | No participó1            | No participó1   | No participó1   | No participó1   | No participó1   | No participó1   | No participó1   | No participó1   |
| Italia 1934                | Cuartos de final         | 5.ª             | 3               | 1               | 1               | 1               | 4               | 3               |
| Francia 1938               | Se retiró2               | Se retiró2      | Se retiró2      | Se retiró2      | Se retiró2      | Se retiró2      | Se retiró2      | Se retiró2      |
| Brasil 1950                | Liguilla final           | 4.ª             | 6               | 3               | 1               | 2               | 10              | 12              |
| Suiza 1954                 | No se clasificó          | No se clasificó | No se clasificó | No se clasificó | No se clasificó | No se clasificó | No se clasificó | No se clasificó |
| Suecia 1958                | No se clasificó          | No se clasificó | No se clasificó | No se clasificó | No se clasificó | No se clasificó | No se clasificó | No se clasificó |
| Chile 1962                 | Primera fase             | 12.ª            | 3               | 1               | 0               | 2               | 2               | 3               |
| Inglaterra 1966            | Primera fase             | 10.ª            | 3               | 1               | 0               | 2               | 4               | 5               |
| México 1970                | No se clasificó          | No se clasificó | No se clasificó | No se clasificó | No se clasificó | No se clasificó | No se clasificó | No se clasificó |
| Alemania Occidental 1974   | No se clasificó          | No se clasificó | No se clasificó | No se clasificó | No se clasificó | No se clasificó | No se clasificó | No se clasificó |
| Argentina 1978             | Primera fase             | 10.ª            | 3               | 1               | 1               | 1               | 2               | 2               |
| España 1982                | Segunda fase             | 12.ª            | 5               | 1               | 2               | 2               | 4               | 5               |
| México 1986                | Cuartos de final         | 7.ª             | 5               | 3               | 1               | 1               | 11              | 4               |
| Italia 1990                | Octavos de final         | 10.ª            | 4               | 2               | 1               | 1               | 6               | 4               |
| Estados Unidos 1994        | Cuartos de final         | 8.ª             | 5               | 2               | 2               | 1               | 10              | 6               |
| Francia 1998               | Primera fase             | 17.ª            | 3               | 1               | 1               | 1               | 8               | 4               |
| Corea del Sur y Japón 2002 | Cuartos de final         | 5.ª             | 5               | 3               | 2               | 0               | 10              | 5               |
| Alemania 2006              | Octavos de final         | 9.ª             | 4               | 3               | 0               | 1               | 9               | 4               |
| Sudáfrica 2010             | Campeona                 | 1.ª             | 7               | 6               | 0               | 1               | 8               | 2               |
| Brasil 2014                | Primera fase             | 23.ª            | 3               | 1               | 0               | 2               | 4               | 7               |
| Rusia 2018                 | Octavos de final         | 10.ª            | 4               | 1               | 3               | 0               | 7               | 6               |
| Catar 2022                 | Octavos de final         | 11.ª            | 4               | 1               | 2               | 1               | 9               | 3               |
| América del Norte 2026     | Competición por disputar |                 |                 |                 |                 |                 |                 |                 |
| Total                      | 16/22                    | 7.ª             | 67              | 31              | 17              | 19              | 108             | 75              |

## Partidos disputados
La selección española ha dispuado un total de 67 partidos en las fases finales, enfrentándose con 37 selecciones nacionales distintas.
- 5 vecesː  Brasil,  Alemania.

- 3 vecesː  Chile,  Corea del Sur,  Paraguay,  Suiza,  Italia.

- 2 vecesː  Países Bajos,  Inglaterra,  Honduras,  Uruguay,  Bélgica,  Irlanda del Norte,  Suecia,  Yugoslavia,  Marruecos.

- 1 vezː  Arabia Saudí,  Argelia,  Bolivia,  Bulgaria,  Dinamarca,  Eslovenia,  Estados Unidos,  Francia,  México,  Portugal,  Sudáfrica,  Tunez,  Ucrania,  Irlanda,  Argentina,  Australia,  Austria,  Checoslovaquia,  Nigeria,  Costa Rica,  Japón.

| 27 de mayo de 1934 | España                                   | 3–1     | Brasil       | Stadio Luigi Ferraris, Génova                             |                                                           |
|                    | Iraragorri 18' (pen.), 25' · Lángara 29' | Reporte | Leônidas 55' | Asistencia: 21,000 espectadores Árbitro(s): Alfred Birlem | Asistencia: 21,000 espectadores Árbitro(s): Alfred Birlem |

| 31 de mayo de 1934                                             | Italia      | 1–1 (t. s.) | España       | Stadio Giovanni Berta, Florencia                        |                                                         |
|                                                                | Ferrari 44' | Reporte     | Regueiro 30' | Asistencia: 35,000 espectadores Árbitro(s): Louis Baert | Asistencia: 35,000 espectadores Árbitro(s): Louis Baert |
| Se jugaría un partido de desempate para definir al clasificado |             |             |              |                                                         |                                                         |

| 1 de junio de 1934 | Italia     | 1–0     | España | Stadio Giovanni Berta, Florencia                        |                                                         |
|                    | Meazza 11' | Reporte |        | Asistencia: 43,000 espectadores Árbitro(s): René Mercet | Asistencia: 43,000 espectadores Árbitro(s): René Mercet |

| 25 de junio de 1950, 15:00 | España                            | 3:1 (0:1) | Estados Unidos | Estádio Durival de Britto e Silva, Curitiba            |                                                        |
|                            | Igoa 81' · Basora 83' · Zarra 89' | Reporte   | Pariani 17'    | Asistencia: 9.511 espectadores Árbitro(s): Mário Viana | Asistencia: 9.511 espectadores Árbitro(s): Mário Viana |

| 29 de junio de 1950, 15:00 | España                 | 2:0 (2:0) | Chile | Estádio Maracaná, Río de Janeiro                            |                                                             |
|                            | Basora 17' · Zarra 30' | Reporte   |       | Asistencia: 19.790 espectadores Árbitro(s): Alberto Malcher | Asistencia: 19.790 espectadores Árbitro(s): Alberto Malcher |

| 2 de julio de 1950, 15:00 | España    | 1:0 (0:0) | Inglaterra | Estádio Maracaná, Río de Janeiro                             |                                                              |
|                           | Zarra 48' | Reporte   |            | Asistencia: 74.462 espectadores Árbitro(s): Giovanni Galeati | Asistencia: 74.462 espectadores Árbitro(s): Giovanni Galeati |

| 9 de julio de 1950, 15:00 | Uruguay                  | 2:2 (1:2) | España         | Estádio do Pacaembu, São Paulo                                 |                                                                |
|                           | Ghiggia 29' · Varela 73' | Reporte   | Basora 37' 39' | Asistencia: 44.802 espectadores Árbitro(s): Benjamin Griffiths | Asistencia: 44.802 espectadores Árbitro(s): Benjamin Griffiths |

| 13 de julio de 1950, 15:00 | Brasil                                                  | 6:1 (3:0) | España   | Estádio Maracaná, Río de Janeiro                            |                                                             |
|                            | Ademir 15' 57' · Jair 21' · Chico 31' 55' · Zizinho 67' | Reporte   | Igoa 71' | Asistencia: 152.772 espectadores Árbitro(s): Reginald Leafe | Asistencia: 152.772 espectadores Árbitro(s): Reginald Leafe |

| 16 de julio de 1950, 15:00 | Suecia                                    | 3:1 (2:0) | España    | Estádio do Pacaembu, São Paulo                                 |                                                                |
|                            | Sundqvist 15' · Mellberg 33' · Palmér 80' | Reporte   | Zarra 82' | Asistencia: 11.227 espectadores Árbitro(s): Karel van der Meer | Asistencia: 11.227 espectadores Árbitro(s): Karel van der Meer |

| 31 de mayo de 1962, 15:00 | Checoslovaquia | 1:0 (0:0) | España | Est. Sausalito, Viña del Mar                                             |                                                                          |
|                           | Štibrányi 80'  | Reporte   |        | Asistencia: 12.700 espectadores Árbitro(s): Carl Erich Steiner (Austria) | Asistencia: 12.700 espectadores Árbitro(s): Carl Erich Steiner (Austria) |

| 3 de junio de 1962, 15:00 | España    | 1:0 (0:0) | México | Est. Sausalito, Viña del Mar                                            |                                                                         |
|                           | Peiró 90' | Reporte   |        | Asistencia: 11.875 espectadores Árbitro(s): Branko Tesanic (Yugoslavia) | Asistencia: 11.875 espectadores Árbitro(s): Branko Tesanic (Yugoslavia) |

| 6 de junio de 1962, 15:00 | Brasil            | 2:1 (0:1) | España       | Est. Sausalito, Viña del Mar                                          |                                                                       |
|                           | Amarildo 72', 86' | Reporte   | Adelardo 35' | Asistencia: 18.715 espectadores Árbitro(s): Sergio Bustamante (Chile) | Asistencia: 18.715 espectadores Árbitro(s): Sergio Bustamante (Chile) |

| 13 de julio de 1966 | Argentina      | 2–1     | España    | Villa Park, Birmingham                                         |                                                                |
|                     | Artime 65' 79' | Reporte | Pirri 71' | Asistencia: 42,738 espectadores Árbitro(s): Dimiter Rumentchev | Asistencia: 42,738 espectadores Árbitro(s): Dimiter Rumentchev |

| 15 de julio de 1966 | España                    | 2–1     | Suiza       | Hillsborough Stadium, Sheffield                            |                                                            |
|                     | Sanchís 57' · Amancio 75' | Reporte | Quentin 28' | Asistencia: 32,028 espectadores Árbitro(s): Tofiq Bahramov | Asistencia: 32,028 espectadores Árbitro(s): Tofiq Bahramov |

| 20 de julio de 1966 | Alemania Federal          | 2–1     | España    | Villa Park, Birmingham                                      |                                                             |
|                     | Emmerich 38' · Seeler 84' | Reporte | Fusté 22' | Asistencia: 42,187 espectadores Árbitro(s): Armando Marques | Asistencia: 42,187 espectadores Árbitro(s): Armando Marques |

| 3 de junio de 1978 | Austria                   | 2:1 (1:1) | España   | Est. José Amalfitani, Buenos Aires                                   |                                                                      |
|                    | Schachner 9' · Krankl 76' | Reporte   | Dani 21' | Asistencia: 40.841 espectadores Árbitro(s): Karoly Palotai (Hungría) | Asistencia: 40.841 espectadores Árbitro(s): Karoly Palotai (Hungría) |

| 7 de junio de 1978 | Brasil | 0:0     | España | Est. José M. Minella, Mar del Plata                                 |                                                                     |
|                    |        | Reporte |        | Asistencia: 34.771 espectadores Árbitro(s): Sergio Gonella (Italia) | Asistencia: 34.771 espectadores Árbitro(s): Sergio Gonella (Italia) |

| 11 de junio de 1978 | España     | 1:0 (0:0) | Suecia | Est. José Amalfitani, Buenos Aires                                               |                                                                                  |
|                     | Asensi 75' | Reporte   |        | Asistencia: 46.765 espectadores Árbitro(s): Ferdinand Biwersi (Alemania Federal) | Asistencia: 46.765 espectadores Árbitro(s): Ferdinand Biwersi (Alemania Federal) |

| 16 de junio de 1982, 21:00 | España                  | 1:1 (0:1) | Honduras  | Estadio Luis Casanova, Valencia                                           |                                                                           |
|                            | López Ufarte 65' (pen.) | Reporte   | Zelaya 7' | Asistencia: 49.562 espectadores Árbitro(s): Arturo Ithurralde (Argentina) | Asistencia: 49.562 espectadores Árbitro(s): Arturo Ithurralde (Argentina) |

| 20 de junio de 1982, 21:00 | España                         | 2:1 (1:1) | Yugoslavia | Estadio Luis Casanova, Valencia                                               |                                                                               |
|                            | Juanito 14' (pen.) · Saura 66' | Reporte   | Gudelj 10' | Asistencia: 48.000 espectadores Árbitro(s): Henning Lund Sørensen (Dinamarca) | Asistencia: 48.000 espectadores Árbitro(s): Henning Lund Sørensen (Dinamarca) |

| 25 de junio de 1982, 21:00 | Irlanda del Norte | 1:0 (0:0) | España | Estadio Luis Casanova, Valencia                                     |                                                                     |
|                            | Armstrong 47'     | Reporte   |        | Asistencia: 49.562 espectadores Árbitro(s): Héctor Ortiz (Paraguay) | Asistencia: 49.562 espectadores Árbitro(s): Héctor Ortiz (Paraguay) |

| 2 de julio de 1982, 21:00 | Alemania Federal             | 2:1 (0:0) | España     | Estadio Santiago Bernabéu, Madrid                                  |                                                                    |
|                           | Littbarski 50' · Fischer 75' | Reporte   | Zamora 82' | Asistencia: 90.089 espectadores Árbitro(s): Paolo Casarin (Italia) | Asistencia: 90.089 espectadores Árbitro(s): Paolo Casarin (Italia) |

| 5 de julio de 1982, 21:00 | España | 0:0     | Inglaterra | Estadio Santiago Bernabéu, Madrid                                   |                                                                     |
|                           |        | Reporte |            | Asistencia: 75.000 espectadores Árbitro(s): Alexis Ponnet (Bélgica) | Asistencia: 75.000 espectadores Árbitro(s): Alexis Ponnet (Bélgica) |

| 1 de junio de 1986, 12:00 | España | 0:1 (0:0) | Brasil       | Estadio Jalisco, Guadalajara                                            |                                                                         |
|                           |        | Reporte   | Sócrates 62' | Asistencia: 35.748 espectadores Árbitro(s): Chris Bambridge (Australia) | Asistencia: 35.748 espectadores Árbitro(s): Chris Bambridge (Australia) |

| 7 de junio de 1986, 12:00 | Irlanda del Norte | 1:2 (0:2) | España                      | Estadio Tres de Marzo, Zapopan                                        |                                                                       |
|                           | Clarke 47'        | Reporte   | Butragueño 2' · Salinas 18' | Asistencia: 28.000 espectadores Árbitro(s): Horst Brummeier (Austria) | Asistencia: 28.000 espectadores Árbitro(s): Horst Brummeier (Austria) |

| 12 de junio de 1986, 12:00 | Argelia | 0:3 (0:1) | España                      | Estadio Tecnológico, Monterrey                                    |                                                                   |
|                            |         | Reporte   | Calderé 15', 68' · Eloy 70' | Asistencia: 23.980 espectadores Árbitro(s): Shizuo Takada (Japón) | Asistencia: 23.980 espectadores Árbitro(s): Shizuo Takada (Japón) |

| 18 de junio de 1986, 16:00 | Dinamarca        | 1:5 (1:1) | España                                                         | Estadio La Corregidora, Querétaro                                     |                                                                       |
|                            | Olsen 33' (pen.) | Reporte   | Butragueño 43', 57', · 80', 89' (pen.) · Goikoetxea 68' (pen.) | Asistencia: 38.500 espectadores Árbitro(s): Jan Keizer (Países Bajos) | Asistencia: 38.500 espectadores Árbitro(s): Jan Keizer (Países Bajos) |

| 22 de junio de 1986, 16:00 | España                                      | 1:1 (1:1, 1:1) (t. s.)(4:5 p.) | Bélgica                                              | Estadio Cuauhtémoc, Puebla                                                        |                                                                                   |
|                            | Señor 85'                                   | Reporte                        | Ceulemans 35'                                        | Asistencia: 45.000 espectadores Árbitro(s): Sigfried Kirschen (Alemania Oriental) | Asistencia: 45.000 espectadores Árbitro(s): Sigfried Kirschen (Alemania Oriental) |
|                            |                                             | Tiros desde el punto penal     |                                                      |                                                                                   |                                                                                   |
|                            | Señor · Eloy · Chendo · Butragueño · Víctor |                                | Claesen · Scifo · Broos · Vervoort · L. Van Der Elst |                                                                                   |                                                                                   |

| 13 de junio de 1990, 17:00 | Uruguay | 0:0     | España | Stadio Friuli, Údine                                              |                                                                   |
|                            |         | Reporte |        | Asistencia: 35.713 espectadores Árbitro(s): Helmut Kohl (Austria) | Asistencia: 35.713 espectadores Árbitro(s): Helmut Kohl (Austria) |

| 17 de junio de 1990, 21:00 | Corea del Sur | 1:3 (1:1) | España               | Stadio Friuli, Údine                                               |                                                                    |
|                            | Hwangbo 43'   | Reporte   | Míchel 23', 61', 81' | Asistencia: 32.733 espectadores Árbitro(s): Elías Jácome (Ecuador) | Asistencia: 32.733 espectadores Árbitro(s): Elías Jácome (Ecuador) |

| 21 de junio de 1990, 17:00 | Bélgica      | 1:2 (1:2) | España                         | Stadio Marcantonio Bentegodi, Verona                                        |                                                                             |
|                            | Vervoort 29' | Reporte   | Míchel 26' (pen.) · Gorriz 38' | Asistencia: 35.950 espectadores Árbitro(s): Juan Carlos Loustau (Argentina) | Asistencia: 35.950 espectadores Árbitro(s): Juan Carlos Loustau (Argentina) |

| 26 de junio de 1990, 17:00 | España      | 1:2 (1:1,0:0) (t. s.) | Yugoslavia         | Stadio Marcantonio Bentegodi, Verona                                    |                                                                         |
|                            | Salinas 84' | Reporte               | Stojković 78', 93' | Asistencia: 35.500 espectadores Árbitro(s): Aron Schmidhuber (Alemania) | Asistencia: 35.500 espectadores Árbitro(s): Aron Schmidhuber (Alemania) |

| 17 de junio de 1994 | España                       | 2–2     | Corea del Sur      | Cotton Bowl, Dallas                                         |                                                             |
|                     | Salinas 51' · Goikoetxea 55' | Reporte | Hong 85' · Seo 90' | Asistencia: 56,247 espectadores Árbitro(s): Peter Mikkelsen | Asistencia: 56,247 espectadores Árbitro(s): Peter Mikkelsen |

| 21 de junio de 1994 | Alemania      | 1–1     | España         | Soldier Field, Chicago                                     |                                                            |
|                     | Klinsmann 48' | Reporte | Goikoetxea 14' | Asistencia: 63,113 espectadores Árbitro(s): Filippi Cavani | Asistencia: 63,113 espectadores Árbitro(s): Filippi Cavani |

| 27 de junio de 1994 | Bolivia        | 1–3     | España                                  | Soldier Field, Chicago      |                             |
|                     | E. Sánchez 67' | Reporte | Guardiola 19' (pen.) · Caminero 66' 70' | Árbitro(s): Rodrigo Badilla | Árbitro(s): Rodrigo Badilla |

| 2 de julio de 1994 | España                                                 | 3–0     | Suiza | RFK Stadium, Washington                                        |                                                                |
|                    | Hierro 15' · Luis Enrique 74' · Begiristain 86' (pen.) | Reporte |       | Asistencia: 53,121 espectadores Árbitro(s): Mario van der Ende | Asistencia: 53,121 espectadores Árbitro(s): Mario van der Ende |

| 9 de julio de 1994 | Italia                        | 2–1     | España       | Foxboro Stadium, Foxborough                             |                                                         |
|                    | D. Baggio 25' · R. Baggio 88' | Reporte | Caminero 58' | Asistencia: 53,400 espectadores Árbitro(s): Sándor Puhl | Asistencia: 53,400 espectadores Árbitro(s): Sándor Puhl |

| 13 de junio de 1998, 14:30 | España                | 2:3 (1:1) | Nigeria                                           | Stade de la Beaujoire, Nantes                                                    |                                                                                  |
|                            | Hierro 21' · Raúl 47' | Reporte   | Adepoju 24' · Zubizarreta 73' (a.g.) · Oliseh 78' | Asistencia: 35.500 espectadores Árbitro(s): Esfandiar Baharmast (Estados Unidos) | Asistencia: 35.500 espectadores Árbitro(s): Esfandiar Baharmast (Estados Unidos) |

| 19 de junio de 1998, 21:00 | España | 0:0     | Paraguay | Stade Geoffroy-Guichard, Saint-Étienne                             |                                                                    |
|                            |        | Reporte |          | Asistencia: 30.600 espectadores Árbitro(s): Ian McLeod (Sudáfrica) | Asistencia: 30.600 espectadores Árbitro(s): Ian McLeod (Sudáfrica) |

| 24 de junio de 1998, 21:00 | España                                                                                    | 6:1 (2:0) | Bulgaria       | Stade Félix Bollaert, Lens                                                    |                                                                               |
|                            | Hierro 6' (pen.) · Luis Enrique 18' · Morientes 55', 81' · Bachev 88' (a.g.) · Kiko 90+4' | Reporte   | Kostadinov 58' | Asistencia: 38.100 espectadores Árbitro(s): Mario van der Ende (Países Bajos) | Asistencia: 38.100 espectadores Árbitro(s): Mario van der Ende (Países Bajos) |

| 2 de junio de 2002, 20:30 | España                                     | 3:1 (1:0) | Eslovenia     | Estadio Mundialista, Gwangju                                            |                                                                         |
|                           | Raúl 44' · Valerón 74' · Hierro 87' (pen.) | Reporte   | Cimirotič 82' | Asistencia: 28.598 espectadores Árbitro(s): Mohamed Guezzaz (Marruecos) | Asistencia: 28.598 espectadores Árbitro(s): Mohamed Guezzaz (Marruecos) |

| 7 de junio de 2002, 18:00 | España                                | 3:1 (0:1) | Paraguay         | Estadio Mundialista, Jeonju                                            |                                                                        |
|                           | Morientes 53' 69' · Hierro 83' (pen.) | Reporte   | Puyol 10' (a.g.) | Asistencia: 24.000 espectadores Árbitro(s): Gamal Al-Ghandour (Egipto) | Asistencia: 24.000 espectadores Árbitro(s): Gamal Al-Ghandour (Egipto) |

| 12 de junio de 2002, 20:30 | Sudáfrica                 | 2:3 (1:2) | España                       | Estadio Mundialista, Daejeon                                   |                                                                |
|                            | McCarthy 31' · Radebe 53' | Reporte   | Raúl 4' 56' · Mendieta 45+1' | Asistencia: 31.024 espectadores Árbitro(s): Saad Mane (Kuwait) | Asistencia: 31.024 espectadores Árbitro(s): Saad Mane (Kuwait) |

| 16 de junio de 2002, 20:30 | España                                          | 1:1 (1:1, 1:0) (t. s.)(3:2 p.) | Irlanda                                       | Estadio Mundialista, Suwon                                        |                                                                   |
|                            | Morientes 8'                                    | Reporte                        | Keane 90' (pen.)                              | Asistencia: 38.926 espectadores Árbitro(s): Anders Frisk (Suecia) | Asistencia: 38.926 espectadores Árbitro(s): Anders Frisk (Suecia) |
|                            |                                                 | Tiros desde el punto penal     |                                               |                                                                   |                                                                   |
|                            | Hierro · Baraja · Juanfran · Valerón · Mendieta |                                | Keane · Holland · Connolly · Kilbane · Finnan |                                                                   |                                                                   |

| 22 de junio de 2002, 15:30 | España                           | 0:0 (t. s.)(3:5 p.)        | Corea del Sur                    | Estadio Mundialista, Gwangju                                           |                                                                        |
|                            |                                  | Reporte                    |                                  | Asistencia: 42.114 espectadores Árbitro(s): Gamal Al-Ghandour (Egipto) | Asistencia: 42.114 espectadores Árbitro(s): Gamal Al-Ghandour (Egipto) |
|                            |                                  | Tiros desde el punto penal |                                  |                                                                        |                                                                        |
|                            | Hierro · Baraja · Xavi · Joaquín |                            | Hwang · Park · Seol · Ahn · Hong |                                                                        |                                                                        |

| 14 de junio de 2006, 15:00 | España                                               | 4:0 (2:0) | Ucrania | Zentralstadion, Leipzig                                             |                                                                     |
|                            | Xabi Alonso 13' · Villa 17', 48' (pen.) · Torres 81' | Reporte   |         | Asistencia: 43.000 espectadores Árbitro(s): Massimo Busacca (Suiza) | Asistencia: 43.000 espectadores Árbitro(s): Massimo Busacca (Suiza) |

| 19 de junio de 2006, 21:00 | España                              | 3:1 (0:1) | Túnez    | Gottlieb-Daimler-Stadion, Stuttgart                               |                                                                   |
|                            | Raúl 71' · Torres 76', 90+1' (pen.) | Reporte   | Mnari 8' | Asistencia: 52.000 espectadores Árbitro(s): Carlos Simon (Brasil) | Asistencia: 52.000 espectadores Árbitro(s): Carlos Simon (Brasil) |

| 23 de junio de 2006, 16:00 | España      | 1:0 (1:0) | Arabia Saudita | Fritz-Walter-Stadion, Kaiserslautern                             |                                                                  |
|                            | Juanito 36' | Reporte   |                | Asistencia: 46.000 espectadores Árbitro(s): Coffi Codija (Benín) | Asistencia: 46.000 espectadores Árbitro(s): Coffi Codija (Benín) |

| 27 de junio de 2006, 21:00 | España           | 1:3 (1:1) | Francia                                | Est. de la Copa Mundial, Hanóver                                     |                                                                      |
|                            | Villa 28' (pen.) | Reporte   | Ribéry 41' · Vieira 83' · Zidane 90+2' | Asistencia: 43.000 espectadores Árbitro(s): Roberto Rosetti (Italia) | Asistencia: 43.000 espectadores Árbitro(s): Roberto Rosetti (Italia) |

| 16 de junio de 2010, 16:00 | España | 0:1 (0:0) | Suiza         | Estadio Moses Mabhida, Durban                                        |                                                                      |
|                            |        | Reporte   | Fernandes 51' | Asistencia: 62.453 espectadores Árbitro(s): Howard Webb (Inglaterra) | Asistencia: 62.453 espectadores Árbitro(s): Howard Webb (Inglaterra) |

| 21 de junio de 2010, 20:30 | España         | 2:0 (1:0) | Honduras | Estadio Ellis Park, Johannesburgo                                    |                                                                      |
|                            | Villa 16', 50' | Reporte   |          | Asistencia: 54.386 espectadores Árbitro(s): Yuichi Nishimura (Japón) | Asistencia: 54.386 espectadores Árbitro(s): Yuichi Nishimura (Japón) |

| 25 de junio de 2010, 20:30 | Chile      | 1:2 (0:2) | España                  | Estadio Loftus Versfeld, Pretoria                                    |                                                                      |
|                            | Millar 46' | Reporte   | Villa 23' · Iniesta 36' | Asistencia: 41.958 espectadores Árbitro(s): Marco Rodríguez (México) | Asistencia: 41.958 espectadores Árbitro(s): Marco Rodríguez (México) |

| 29 de junio de 2010, 20:30 | España    | 1:0 (0:0) | Portugal | Estadio Green Point, Ciudad del Cabo                                    |                                                                         |
|                            | Villa 62' | Reporte   |          | Asistencia: 62.955 espectadores Árbitro(s): Héctor Baldassi (Argentina) | Asistencia: 62.955 espectadores Árbitro(s): Héctor Baldassi (Argentina) |

| 3 de julio de 2010, 20:30 | Paraguay | 0:1 (0:0) | España    | Estadio Ellis Park, Johannesburgo                                     |                                                                       |
|                           |          | Reporte   | Villa 82' | Asistencia: 55.359 espectadores Árbitro(s): Carlos Batres (Guatemala) | Asistencia: 55.359 espectadores Árbitro(s): Carlos Batres (Guatemala) |

| 7 de julio de 2010, 20:30 | Alemania | 0:1 (0:0) | España    | Estadio Moses Mabhida, Durban                                       |                                                                     |
|                           |          | Reporte   | Puyol 72' | Asistencia: 60.960 espectadores Árbitro(s): Viktor Kassai (Hungría) | Asistencia: 60.960 espectadores Árbitro(s): Viktor Kassai (Hungría) |

| 11 de julio de 2010, 20:30 | Países Bajos | 0:1 (0:0, 0:0) (t. s.) | España       | Estadio Soccer City, Johannesburgo                                   |                                                                      |
|                            |              | Reporte                | Iniesta 115' | Asistencia: 84.490 espectadores Árbitro(s): Howard Webb (Inglaterra) | Asistencia: 84.490 espectadores Árbitro(s): Howard Webb (Inglaterra) |

| 13 de junio de 2014, 16:00 | España                 | 1:5 (1:1) | Países Bajos                                      | Arena Fonte Nova, Salvador de Bahía                        |                                                            |
|                            | Xabi Alonso 26' (pen.) | Reporte   | van Persie 43' 71' · Robben 52' 79' · de Vrij 64' | Asistencia: 48 173 espectadores Árbitro(s): Nicola Rizzoli | Asistencia: 48 173 espectadores Árbitro(s): Nicola Rizzoli |

| 18 de junio de 2014, 16:00 | España | 0:2 (0:2) | Chile                     | Estadio Maracaná, Río de Janeiro                        |                                                         |
|                            |        | Reporte   | Vargas 19' · Aránguiz 42' | Asistencia: 74 101 espectadores Árbitro(s): Mark Geiger | Asistencia: 74 101 espectadores Árbitro(s): Mark Geiger |

| 23 de junio de 2014, 13:00 | Australia | 0:3 (0:1) | España                            | Arena da Baixada, Curitiba                                  |                                                             |
|                            |           | Reporte   | Villa 35' · Torres 68' · Mata 81' | Asistencia: 39 375 espectadores Árbitro(s): Nawaf Shukralla | Asistencia: 39 375 espectadores Árbitro(s): Nawaf Shukralla |

| 15 de junio de 2018, 21:00 | Portugal                  | 3:3 (2:1) | España                          | Fisht, Sochi                                                |                                                             |
|                            | Ronaldo 4' (pen.) 44' 88' | Reporte   | Diego Costa 24' 55' · Nacho 58' | Asistencia: 43 866 espectadores Árbitro(s): Gianluca Rocchi | Asistencia: 43 866 espectadores Árbitro(s): Gianluca Rocchi |

| 20 de junio de 2018, 21:00 | Irán | 0:1 (0:0) | España          | Kazán Arena, Kazán                                       |                                                          |
|                            |      | Reporte   | Diego Costa 54' | Asistencia: 42 718 espectadores Árbitro(s): Andrés Cunha | Asistencia: 42 718 espectadores Árbitro(s): Andrés Cunha |

| 25 de junio de 2018, 20:00 | España                  | 2:2 (1:1) | Marruecos                   | Arena Baltika, Kaliningrado |                             |
|                            | Isco 19' · Aspas 90'+1' | Reporte   | Boutaïb 14' · En-Nesyri 81' | Árbitro(s): Ravshan Irmatov | Árbitro(s): Ravshan Irmatov |

| 1 de julio de 2018, 17:00 | España                                 | 1:1 (1:1, 1:1) (t. s.)(3:4 p.) | Rusia                                      | Luzhniki Stadium, Moscú                                   |                                                           |
|                           | Ignashévich 12' (a.g.)                 | Reporte                        | Dziuba 41' (pen.)                          | Asistencia: 78 011 espectadores Árbitro(s): Björn Kuipers | Asistencia: 78 011 espectadores Árbitro(s): Björn Kuipers |
|                           |                                        | Tiros desde el punto penal     |                                            |                                                           |                                                           |
|                           | Iniesta · Piqué · Koke · Ramos · Aspas |                                | Smólov · Ignashévich · Golovín · Chéryshev |                                                           |                                                           |

| 23 de noviembre de 2022, 19:00 | España                                                                                     | 7:0 (3:0) | Costa Rica | Estadio Al Thumama, Doha                                                           |                                                                                    |
|                                | - Olmo 11' - Asensio 21' - F. Torres 31' (pen.), 54' - Gavi 74' - Soler 90' - Morata 90+2' | Reporte   |            | Asistencia: 40 013 espectadores Árbitro(s): Mohammed Abdulla VAR: Abdulla Al-Marri | Asistencia: 40 013 espectadores Árbitro(s): Mohammed Abdulla VAR: Abdulla Al-Marri |

| 27 de noviembre de 2022, 22ː00 | España     | 1:1 (0:0) | Alemania     | Estadio Al Bayt, Jor                                                           |                                                                                |
| 22:00                          | Morata 62' | Reporte   | Füllkrug 83' | Asistencia: 68 895 espectadores Árbitro(s): Danny Makkelie VAR: Pol van Boekel | Asistencia: 68 895 espectadores Árbitro(s): Danny Makkelie VAR: Pol van Boekel |

| 1 de diciembre de 2022, 22:00 | Japón                   | 2:1 (0:1) | España     | Estadio Internacional Khalifa, Rayán                                            |                                                                                 |
|                               | - Dōan 48' - Tanaka 51' | Reporte   | Morata 11' | Asistencia: 44 851 espectadores Árbitro(s): Victor Gomes VAR: Fernando Guerrero | Asistencia: 44 851 espectadores Árbitro(s): Victor Gomes VAR: Fernando Guerrero |

| 6 de diciembre de 2022, 18:00 | Marruecos                           | 0:0 (t. s.)(3:0 p.)        | España                       | Estadio Ciudad de la Educación, Rayán                                              |                                                                                    |
|                               |                                     | Reporte                    |                              | Asistencia: 44 667 espectadores Árbitro(s): Fernando Rapallini VAR: Mauro Vigliano | Asistencia: 44 667 espectadores Árbitro(s): Fernando Rapallini VAR: Mauro Vigliano |
|                               |                                     | Tiros desde el punto penal |                              |                                                                                    |                                                                                    |
|                               | - Sabiri - Ziyech - Banoun - Hakimi |                            | - Sarabia - Soler - Busquets |                                                                                    |                                                                                    |

## Jugadores

### Participantes
Véase Anexo:Convocatorias de España en las Copas mundiales de fútbol
Futbolistas con más de 2 participaciones directas (21)
4 Mundiales disputados (6)
- Andoni Zubizarretaː 1986-1990-1994-1998
- Iker Casillasː 2002-2006-2010-2014
- Xavi Hernándezː 2002-2006-2010-2014
- Andrés Iniestaː 2006-2010-2014-2018
- Sergio Ramosː 2006-2010-2014-2018
- Sergio Busquetsː 2010-2014-2018-2022

3 Mundiales disputados (15)
- Julio Salinasː 1986-1990-1994
- Rafael Alkortaː 1990-1994-1998
- Fernando Hierroː 1994-1998-2002
- Miguel Ángel Nadalː 1994-1998-2002
- Luis Enrique Martínezː 1994-1998-2002
- Raúl Gonzálezː 1998-2002-2006
- Carles Puyolː 2002-2006-2010
- David Villaː 2006-2010-2014
- Fernando Torresː 2006-2010-2014
- Cesc Fàbregasː 2006-2010-2014
- Xabi Alonsoː 2006-2010-2014
- Gerard Piquéː 2010-2014-2018
- David Silvaː 2010-2014-2018
- Jordi Albaː 2014-2018-2022
- Koke Resurrecciónː 2014-2018-2022

Futbolistas con más de 2 participaciones combinadas (10)
6 participaciones en los Mundiales (1)
- Fernando Hierroː Convocado por la selección española sin jugar en 1990, participó como jugador en 1994 ,1998 y 2002, fue director deportivo en 2010 y seleccionador nacional en 2018.

5 participaciones en los Mundiales (1)
- José Manuel Ochotorenaː Convocado por la selección española sin jugar en 1990, fue entrenador de porteros en 2006, 2010, 2014 y 2018.[2]

4 participaciones en los Mundiales (3)
- Luis Enrique Martínezː Participó como jugador en 1994 ,1998 y 2002 y fue seleccionador nacional en 2022.
- Santiago Cañizaresː Participó como jugador en 1994, fue convocado por la selección española sin jugar en 1998 y 2002, y participó nuevamente como jugador en 2006.
- Pepe Reinaː Convocado por la selección española sin jugar en 2006 y 2010, participó como jugador en 2014 y fue nuevamente convocado sin jugar en 2018.

3 participaciones en los Mundiales (5)
- José Santamaríaː Participó como jugador en 1954 con la selección de Uruguay y con la selección española en 1962, posteriormente fue seleccionador nacional de España en 1982.
- Luis Suárezː Participó como jugador con la selección española en 1962 y 1966, posteriormente fue seleccionador nacional de España en 1990.
- Javier Urruticoecheaː Convocado por la selección española sin jugar en 1978, 1982 y 1986.
- José Antonio Camachoː Participó como jugador con la selección española en 1982 y 1986, posteriormente fue seleccionador nacional de España en 2002.
- César Azpilicuetaː Participó como jugador en 2014, fue convocado por la selección española sin jugar en 2018, y participó nuevamente como jugador en 2022.

### Goleadores
| Jugador               | Goles | 1934 | 1950 | 1962 | 1966 | 1978 | 1982 | 1986 | 1990 | 1994 | 1998 | 2002 | 2006 | 2010 | 2014 | 2018 | 2022 |
| Jugador               | Goles |      |      |      |      |      |      |      |      |      |      |      |      |      |      |      |      |
| --------------------- | ----- | ---- | ---- | ---- | ---- | ---- | ---- | ---- | ---- | ---- | ---- | ---- | ---- | ---- | ---- | ---- | ---- |
| David Villa           | 9     |      |      |      |      |      |      |      |      |      |      |      | 3    | 5    | 1    |      |      |
| Emilio Butragueño     | 5     |      |      |      |      |      |      | 5    | 0    |      |      |      |      |      |      |      |      |
| Fernando Hierro       | 5     |      |      |      |      |      |      |      | 0    | 1    | 2    | 2    |      |      |      |      |      |
| Fernando Morientes    | 5     |      |      |      |      |      |      |      |      |      | 2    | 3    |      |      |      |      |      |
| Raúl González Blanco  | 5     |      |      |      |      |      |      |      |      |      | 1    | 3    | 1    |      |      |      |      |
| Estanislao Basora     | 4     |      | 4    |      |      |      |      |      |      |      |      |      |      |      |      |      |      |
| Telmo Zarra           | 4     |      | 4    |      |      |      |      |      |      |      |      |      |      |      |      |      |      |
| Míchel González       | 4     |      |      |      |      |      |      | 0    | 4    |      |      |      |      |      |      |      |      |
| Fernando Torres       | 4     |      |      |      |      |      |      |      |      |      |      |      | 3    | 0    | 1    |      |      |
| Julio Salinas         | 3     |      |      |      |      |      |      | 1    | 1    | 1    |      |      |      |      |      |      |      |
| José Luis Caminero    | 3     |      |      |      |      |      |      |      |      | 3    |      |      |      |      |      |      |      |
| Diego Costa           | 3     |      |      |      |      |      |      |      |      |      |      |      |      |      | 0    | 3    |      |
| Álvaro Morata         | 3     |      |      |      |      |      |      |      |      |      |      |      |      |      |      |      | 3    |
| José Iraragorri       | 2     | 2    |      |      |      |      |      |      |      |      |      |      |      |      |      |      |      |
| Silvestre Igoa        | 2     |      | 2    |      |      |      |      |      |      |      |      |      |      |      |      |      |      |
| Ramón Calderé         | 2     |      |      |      |      |      |      | 2    |      |      |      |      |      |      |      |      |      |
| Ion Goikoetxea        | 2     |      |      |      |      |      |      |      |      | 2    |      |      |      |      |      |      |      |
| Luis Enrique Martínez | 2     |      |      |      |      |      |      |      |      | 1    | 1    | 0    |      |      |      |      |      |
| Andrés Iniesta        | 2     |      |      |      |      |      |      |      |      |      |      |      | 0    | 2    | 0    | 0    |      |
| Xabi Alonso           | 2     |      |      |      |      |      |      |      |      |      |      |      | 1    | 0    | 1    |      |      |
| Ferran Torres         | 2     |      |      |      |      |      |      |      |      |      |      |      |      |      |      |      | 2    |
| Isidro Lángara        | 1     | 1    |      |      |      |      |      |      |      |      |      |      |      |      |      |      |      |
| Luis Regueiro         | 1     | 1    |      |      |      |      |      |      |      |      |      |      |      |      |      |      |      |
| Adelardo Rodríguez    | 1     |      |      | 1    |      |      |      |      |      |      |      |      |      |      |      |      |      |
| Joaquín Peiró         | 1     |      |      | 1    | 0    |      |      |      |      |      |      |      |      |      |      |      |      |
| Amancio Amaro         | 1     |      |      |      | 1    |      |      |      |      |      |      |      |      |      |      |      |      |
| Josep Maria Fusté     | 1     |      |      |      | 1    |      |      |      |      |      |      |      |      |      |      |      |      |
| Manuel Sanchís        | 1     |      |      |      | 1    |      |      |      |      |      |      |      |      |      |      |      |      |
| José Martínez "Pirri" | 1     |      |      |      | 1    | 0    |      |      |      |      |      |      |      |      |      |      |      |
| Juan Manuel Asensi    | 1     |      |      |      |      | 1    |      |      |      |      |      |      |      |      |      |      |      |
| Daniel Ruiz-Bazán     | 1     |      |      |      |      | 1    |      |      |      |      |      |      |      |      |      |      |      |
| Juanito Gómez         | 1     |      |      |      |      | 0    | 1    |      |      |      |      |      |      |      |      |      |      |
| Roberto López Ufarte  | 1     |      |      |      |      |      | 1    |      |      |      |      |      |      |      |      |      |      |
| Enrique Saura         | 1     |      |      |      |      |      | 1    |      |      |      |      |      |      |      |      |      |      |
| Jesús María Zamora    | 1     |      |      |      |      |      | 1    |      |      |      |      |      |      |      |      |      |      |
| Eloy Olaya            | 1     |      |      |      |      |      |      | 1    |      |      |      |      |      |      |      |      |      |
| Andoni Goikoetxea     | 1     |      |      |      |      |      |      | 1    |      |      |      |      |      |      |      |      |      |
| Juan Antonio Señor    | 1     |      |      |      |      |      |      | 1    |      |      |      |      |      |      |      |      |      |
| Alberto Górriz        | 1     |      |      |      |      |      |      |      | 1    |      |      |      |      |      |      |      |      |
| Txiki Begiristain     | 1     |      |      |      |      |      |      |      |      | 1    |      |      |      |      |      |      |      |
| Pep Guardiola         | 1     |      |      |      |      |      |      |      |      | 1    |      |      |      |      |      |      |      |
| Kiko Narvaez          | 1     |      |      |      |      |      |      |      |      |      | 1    |      |      |      |      |      |      |
| Gaizka Mendieta       | 1     |      |      |      |      |      |      |      |      |      |      | 1    |      |      |      |      |      |
| Juan Carlos Valerón   | 1     |      |      |      |      |      |      |      |      |      |      | 1    |      |      |      |      |      |
| Juanito Gutiérrez     | 1     |      |      |      |      |      |      |      |      |      |      |      | 1    |      |      |      |      |
| Carles Puyol          | 1     |      |      |      |      |      |      |      |      |      |      | 0    | 0    | 1    |      |      |      |
| Juan Mata             | 1     |      |      |      |      |      |      |      |      |      |      |      |      | 0    | 1    |      |      |
| Iago Aspas            | 1     |      |      |      |      |      |      |      |      |      |      |      |      |      |      | 1    |      |
| Isco Alarcón          | 1     |      |      |      |      |      |      |      |      |      |      |      |      |      |      | 1    |      |
| Nacho Fernández       | 1     |      |      |      |      |      |      |      |      |      |      |      |      |      |      | 1    |      |
| Marco Asensio         | 1     |      |      |      |      |      |      |      |      |      |      |      |      |      |      | 0    | 1    |
| Carlos Soler          | 1     |      |      |      |      |      |      |      |      |      |      |      |      |      |      |      | 1    |
| Dani Olmo             | 1     |      |      |      |      |      |      |      |      |      |      |      |      |      |      |      | 1    |
| Pablo Gavira          | 1     |      |      |      |      |      |      |      |      |      |      |      |      |      |      |      | 1    |
| Autogoles             | 2     |      |      |      |      |      |      |      |      |      | 1    |      |      |      |      | 1    |      |
| Total                 | 108   | 4    | 10   | 2    | 4    | 2    | 4    | 11   | 6    | 10   | 8    | 10   | 9    | 8    | 4    | 7    | 9    |

Autogoles marcados para los oponentes.
- José Parra (anotó para Brasil en 1950)
- Andoni Zubizarreta (anotó para Nigeria en 1998)
- Carles Puyol (anotó para Paraguay en 2002)

### Jugadores nacionalizados

#### Mundialistas con la selección española nacidos fuera de España
- Ramón Zabalo (South Shields, 1910). Jugador en el Mundial de 1934. Hijo de padres vascos, vivió en España desde la infancia. Durante su vida deportiva alternó las nacionalidades británica y española.[3]
- Alfredo Di Stéfano (Buenos Aires, 1926). Convocado sin poder jugar por lesión en el Mundial de 1962. Llegó a España con 27 años fichado por el Real Madrid, había sido 6 veces internacional con la Selección de Argentina.
- Ferenc Puskás (Budapest, 1927). Jugador en el Mundial de 1962. Llegó a España con 31 años fichado por el Real Madrid, había sido 85 veces internacional con la Selección de Hungría con la que fue subcampeón en el Mundial de 1954.
- José Santamaría (Montevideo, 1929). Jugador en el Mundial de 1962 y seleccionador nacional en el Mundial de 1982. Llegó a España con 29 años fichado por el Real Madrid, había sido 20 veces internacional con la Selección de Uruguay con la que disputó el Mundial de 1954.
- Eulogio Martínez (Asunción, 1935). Jugador en el Mundial de 1962. Llegó a España con 20 años fichado por el F.C. Barcelona, había sido 9 veces internacional con la Selección de Paraguay.
- Rubén Cano (San Rafael, 1951). Jugador en el Mundial de 1978. Hijo de padre andaluz y madre argentina, llegó a España con 23 años fichado por el Elche C.F.
- Roberto López Ufarte (Fez, 1958). Jugador en el Mundial de 1982. Hijo de padre catalán y madre andaluza, con nacionalidad española desde su nacimiento, llegó a España con 8 años.
- Juan Antonio Pizzi (Santa Fe, 1968). Jugador en el Mundial de 1998. Llegó a España con 22 años fichado por el C.D. Tenerife. Posteriormente fue seleccionador de la Selección de Arabia Saudita en el Mundial de 2018.
- Curro Torres (Ahlen, 1976). Jugador en el Mundial de 2002. Hijo de padres andaluces, con nacionalidad española desde su nacimiento, llegó a España con 3 años.
- Marcos Senna (São Paulo, 1976). Jugador en el Mundial de 2006. Llegó a España con 26 años fichado por el Villarreal C.F.
- Mariano Pernía (Tandil, 1977). Jugador en el Mundial de 2006. Hijo del internacional argentino Vicente Pernía, llegó a España con 26 años fichado por el Recreativo de Huelva.
- Diego Costa (Lagarto, 1988). Jugador en el Mundial de 2014 y en el Mundial de 2018. Llegó a España con 19 años fichado por el Atlético de Madrid y antes de cambiar de nacionalidad fue 2 veces internacional con la Selección de Brasil.
- Thiago Alcántara (Bríndisi, 1991). Jugador en el Mundial de 2018. Hijo del internacional brasileño Mazinho, que disputó con la Selección de Brasil el Mundial de 1990 y fue campeón en el Mundial de 1994, llegó a España con 3 años cuando su padre fue fichado por el Valencia C.F.
- Rodrigo Moreno (Río de Janeiro, 1991). Jugador en el Mundial de 2018. Llegó a España con 12 años acompañando a sus padres por motivos laborales.
- Aymeric Laporte (Agén, 1994). Jugador en el Mundial de 2022. Llegó a España con 15 años fichado por el Athletic Club y antes de cambiar de nacionalidad fue internacional sub-21 con la Selección de Francia.
- Ansu Fati (Bisáu, 2002). Jugador en el Mundial de 2022. Llegó a España con 6 años acompañando a sus padres por motivos laborales.

#### Mundialistas con otras selecciones nacidos en España
- Luis Fernández (Tarifa, 1959). Selección de Francia en 1986.
- Munir Mohamedi (Melilla, 1989). Selección de Marruecos en 2018 y 2022.
- Achraf Hakimi (Madrid, 1998). Selección de Marruecos en 2018 y 2022.
- Sergej Milinković-Savić (Lérida, 1995). Selección de Serbia en 2018 y 2022. Nació cuando su padre Nikola Milinković jugaba en la U.E. Lleida.
- Vanja Milinković-Savić (Orense, 1997). Selección de Serbia en 2022. Nació cuando su padre Nikola Milinković jugaba en el C. D. Ourense.
- Iñaki Williams (Bilbao, 1994). Selección de Ghana en 2022. Su hermano Nico Williams jugó el Mundial con la selección española también en 2022.
- Jeremy Sarmiento (Madrid, 2002). Selección de Ecuador en 2022.
- Robert Skov (Marbella, 1996). Selección de Dinamarca en 2022.

## Seleccionadores

### Seleccionadores de España en los Campeonatos del Mundo
| Año       | Seleccionador nacional   | Antecedentes |
| --------- | ------------------------ | --- |
| 1934      | Amadeo García de Salazar | No fue futbolista profesional. |
| 1950      | Guillermo Eizaguirre     | 3 veces internacional. No pudo disputar el Mundial de 1938 al retirarse la selección española de la fase clasificadora. |
| 1962      | Helenio Herrera          | 2 veces internacional con la Selección de Francia. |
| 1966      | José Villalonga          | No fue futbolista profesional. |
| 1978      | Ladislao Kubala          | 6 veces internacional con la Selección de Hungría, 11 veces internacional con la Selección de Checoslovaquia y 20 veces internacional con la selección española, con la que jugó en las fases clasificatorias del Mundial de 1954 y del Mundial de 1958 quedando en ambos casos eliminada. Posteriormente fue seleccionador de Paraguay. |
| 1982      | José Santamaría          | 20 veces internacional con la Selección de Uruguay, con la que jugó en el Mundial de 1954, y 16 veces internacional con la selección española, con la que jugó en el Mundial de 1962. |
| 1986      | Miguel Muñoz             | 7 veces internacional. No pudo disputar el Mundial de 1954 al no conseguir clasificarse la selección española. |
| 1990      | Luis Suárez              | 32 veces internacional con la selección española, con la que jugó en el Mundial de 1962 y en el Mundial de 1966. |
| 1994 1998 | Javier Clemente          | Internacional sub-23 con la selección española. Posteriormente fue seleccionador de Serbia, Camerún y Libia. |
| 2002      | José Antonio Camacho     | 81 veces internacional con la selección española, con la que jugó en el Mundial de 1982 y en el Mundial de 1986. Posteriormente fue seleccionador de China y Gabón. |
| 2006      | Luis Aragonés            | 11 veces internacional. No fue convocado para el Mundial de 1966 y no pudo disputar el Mundial de 1970 al no conseguir clasificarse la selección española. |
| 2010 2014 | Vicente del Bosque       | 18 veces internacional. No fue convocado para el Mundial de 1978. |
| 2018      | Fernando Hierro          | 81 veces internacional con la selección española, con la que jugó en el Mundial de 1994, en el Mundial de 1998 y en el Mundial de 2002. Previamente fue convocado sin jugar en el Mundial de 1990. |
| 2022      | Luis Enrique Martínez    | 62 veces internacional con la selección española, con la que jugó en el Mundial de 1994, en el Mundial de 1998 y en el Mundial de 2002. |

### Seleccionadores españoles en otras selecciones en los Campeonatos del Mundo
- Juan Luque de Serrallonga (Gerona, 1882). Selección de México en 1930.
- Francisco Bru (Madrid, 1885). Selección de Perú en 1930.
- Antonio López Herranz (Madrid, 1913). Selección de México en 1954 y en 1958.
- Xabier Azkargorta (Azpeitia, 1953). Selección de Bolivia en 1994.
- Juan Antonio Pizzi (Santa Fe, 1968). Selección de Arabia Saudita en 2018.
- Roberto Martínez (Balaguer, 1973). Selección de Bélgica en 2018 y en 2022.
- Félix Sánchez Bas (Barcelona, 1975). Selección de Catar en 2022.

## Árbitros
Árbitros españoles en los Campeonatos del Mundo.
| Año  | Árbitro principal                  | Asistentes                                                                                   |
| ---- | ---------------------------------- | -------------------------------------------------------------------------------------------- |
| 1934 |                                    | Pedro Escartínː 4 partidos                                                                   |
| 1950 | Ramón Azón Romaː 1 partido         | Ramón Azón Romaː 1 p.                                                                        |
| 1954 | Manuel Asensiː 1 p.                | Manuel Asensiː 3 p.                                                                          |
| 1958 | Juan Gardeazábalː 2 p.             | Juan Gardeazábalː 3 p.                                                                       |
| 1962 | Juan Gardeazábalː 3 p.             | Juan Gardeazábalː 1 p.                                                                       |
| 1966 | Juan Gardeazábalː 2 p.             | Juan Gardeazábalː 2 p.                                                                       |
| 1970 | José María Ortiz de Mendíbilː 2 p. | José María Ortiz de Mendíbilː 3 p.                                                           |
| 1974 | Pablo Sánchez Ibáñezː 1 p.         | Pablo Sánchez Ibáñezː 2 p.                                                                   |
| 1978 | Ángel Franco Martínezː 2 p.        |                                                                                              |
| 1982 | Augusto Lamo Castilloː 1 p.        | Victoriano Sánchez Arminioː 1 p. Emilio Soriano Aladrénː 1 p. José Luis García Carriónː 1 p. |
| 1986 | Victoriano Sánchez Arminioː 1 p.   | Victoriano Sánchez Arminioː 3 p.                                                             |
| 1990 | Emilio Soriano Aladrénː 1 p.       | Emilio Soriano Aladrénː 1 p.                                                                 |
| 1994 | Manuel Díaz Vegaː 1 p.             |                                                                                              |
| 1998 | José María García-Arandaː 3 p.     |                                                                                              |
| 2002 | Antonio Jesús López Nietoː 1 p.    |                                                                                              |
| 2006 | Luis Medina Cantalejoː 4 p.        | Pedro Medina Hernándezː 4 p. Victoriano Giráldez Carrascoː 4 p.                              |
| 2010 | Alberto Undiano Mallencoː 3 p.     | Juan Carlos Yuste Jiménezː 3 p. Fermín Martínez Ibáñezː 3 p.                                 |
| 2014 | Carlos Velasco Carballoː 3 p.      | Juan Carlos Yuste Jiménezː 3 p. Roberto Alonso Fernándezː 3 p.                               |
| 2018 | Antonio Mateu Lahozː 2 p.          | Pau Cebrián Devisː 2 p. Roberto Díaz Pérezː 2 p.                                             |
| 2022 | Antonio Mateu Lahozː 3 p.          | Pau Cebrián Devisː 3 p. Roberto Díaz Pérezː 3 p.                                             |